# Eyvind Johnson
Olof Edvin Verner „Eyvind“ Johnson (29. července 1900 Boden – 25. srpna 1976 Stockholm) byl švédský spisovatel a překladatel, nositel Nobelovy ceny za literaturu za rok 1974 společně se svým krajanem Harry Martinsonem.
Ve čtrnácti letech odešel z domova. Živil se mnoha profesemi: byl promítačem, dělníkem, novinářem. Psal do levicově orientovaného tisku a byl spoluvydavatelem časopisu Naše současnost. Po první světové válce odjel do Berlína a později do Paříže. Honorář za román Timanovi a spravedlnost mu umožnil návrat do Pařiže, kde žil v letech 1925–1930. Zde napsal několik tragicky laděných, ponurých románů.
Za román Hans nådes tid (Za časů Jeho Milosti) mu jako prvnímu byla v roce 1962 udělena Literární cena Severské rady. Je po něm pojmenována Cena Eyvinda Johnsona.